# Philip Morin Freneau
Philip Morin Freneau (New York, 2. siječnja 1752. – Monmouth Country, 18. prosinca 1832.), američki pjesnik 
Bio je pristaša revolucionarnih ideja franeuskih filozofa 18. stoljeća. Njegove patriotske i satirične pjesme protiv Engleza za vrijeme Američkog rata za neovisnost donijele su mu naziv "pjesnik revolucije". U svojoj lirici idealizirano opisuje krajolik Amerike. Uvodi u poeziju motive iz indijanskog života. Prvi je nacionalni pjesnik Amerike.
Djela:
- "Britanski zatvorenički brod"
- "Politička ravnoteža"
- "Indijansko groblje"